# Lukë Kaçaj
Lukë Kaçaj (ur. 19 lipca 1926 we wsi Bajzë w Malësia e Madhë, zm. 7 września 2001 w Laçu) – albański śpiewak operowy (bas).

## Życiorys
Uczył się w Collegium Illyricum, prowadzonym przez Franciszkanów w Szkodrze. Tam też zaczął występować w szkolnym zespole, prowadzonym przez Martina Gjokę. Występował także w chórze kościelnym jako solista.
W 1947 zaczął występy z Głównym Chórem Państwowym, z którego został skierowany do Zespołu Artystycznego Armii Albańskiej. W 1950 wyjechał na studia do Moskwy, gdzie kształcił się na wydziale wokalnym konserwatorium im. P. Czajkowskiego. W 1953 zajął drugie miejsce w konkursie dla młodych śpiewaków operowych w Bukareszcie (zaśpiewał arię Filipa z opery Don Carlos).
Powrócił do Albanii w 1955 i został solistą w stołecznym Teatrze Opery i Baletu. Przed widownią albańską zadebiutował jako Doktor Grenvil w Traviacie G.Verdiego. Rolą, która przyniosła mu największą sławę był Don Basilio w Cyruliku sewilskim Rossiniego. Swoje najsłynniejsze arie operowe prezentował w czasie tournée po krajach Europy Wschodniej (w 1958 wystąpił w Warszawie). W Albanii, w czasie koncertów śpiewał także pieśni ludowe.
Zagrał niewielkie role w dwóch filmach fabularnych - Skanderbeg oraz Perse bie kjo daulle.
Od 1966 łączył występy na scenie z działalnością pedagogiczną - na wydziale wokalnym Instytutu Sztuk w Tiranie. W okresie czystki w środowiskach artystycznych, 28 maja 1973 został aresztowany przez Sigurimi w budynku uczelni, w której pracował. Stanął przed sądem jako wróg ludu i 21 sierpnia 1973 został skazany na 5 lat więzienia, karę odbywał w Ballsh. Nigdy już nie powrócił do występów na scenie. Wyszedł z więzienia w 1991 i wkrótce wyemigrował do Włoch, skąd wrócił schorowany po trzech latach do kraju. Ostatnie lata życia spędził w Szkodrze.
Pośmiertnie w 2009 został odznaczony orderem Honor Narodu (alb. Nderi i Kombit) przez prezydenta Bamira Topiego. Imię Kaçaja nosi jedna z ulic we wschodniej części Szkodry.